# Salman Khan
Abdul Rashid Salim Salman Khan (født 27. december 1965) er en indisk skuespiller, filmproducent og tv-personlighed, der deltager i Hindi-film. I en filmkarriere, der strækker sig over tredive år, har Khan modtaget adskillige priser, herunder to National Film Awards som filmproducent og to Filmfare Awards som skuespiller. Han er citeret i medierne som en af de mest kommercielt succesrige skuespillere i indisk film. Forbes har inkluderet Khan i sine lister over de bedst betalte berømtheder i verden i 2015 og 2018, hvor han i det foregående år var den højest rangerende inder.

## Skuespiller
Som den ældste søn af manuskriptforfatteren Salim Khan, begyndte Khan sin skuespillerkarriere med en birolle i Biwi Ho To Aisi (1988), efterfulgt af hans gennembrud med en hovedrolle i Maine Pyar Kiya (1989). Han etablerede sig i Bollywood i 1990'erne med adskillige kommercielt succesrige film, herunder det romantiske drama Hum Aapke Hain Koun..! (1994), actionthrilleren Karan Arjun (1995), komedien Biwi No.1 (1999) og familiedramaet Hum Saath-Saath Hain (1999). Efter en lang periode med tilbagegang i 2000'erne opnåede Khan større stjernestatus i 2010'erne ved at spille hovedrollen i topindtjenende actionfilm som Dabangg (2010), Ready  (2011), Bodyguard (2011), Ek Tha Tiger (2012), Dabangg 2 (2012), Kick (2014) og Tiger Zinda Hai (2017), og dramaer såsom  Bajrangi Bhaijaan (2015) og Sultan (2016). Khan har medvirket i 10 af årets mest indtjenende hindi-film, den højeste for enhver skuespiller.

## Tv-vært
Ud over sin skuespillerkarriere er Khan tv-vært og promoverer humanitære formål gennem sin velgørenhedsorganisation, Being Human Foundation. Han har været vært for realityprogrammet Bigg Boss siden 2010.

## Kontroverser
Khans liv uden for skærmen er præget af kontroverser og juridiske problemer. I 2015 blev han dømt for drab i en sag om uagtsom kørsel, hvor han kørte over fem personer med sin bil og dræbte en, men hans dom blev ophævet i en appeldomstol. Den 5. april 2018 blev Khan dømt i en sag om krybskytteri på hjorteantilope og idømt fem års fængsel. Han blev løsladt mod kaution, mens en appel behandledes.

## Filmografi
Nedenstående filmografi er ikke komplet og løber kun til 2012.
| År   | Titel                                 | Rolle                          | Hæder                                                                                              |
| ---- | ------------------------------------- | ------------------------------ | -------------------------------------------------------------------------------------------------- |
| 1988 | Biwi Ho To Aisi                       | Vicky Bhandari                 | |
| 1989 | Maine Pyar Kiya                       | Prem Choudhary                 | Filmfare Award for Bedste Mandlige Debut Nomineret - Filmfare Award for Bedste Mandlige Hovedrolle |
| 1990 | Baaghi: A Rebel for Love              | Saajan Sood                    | |
| 1991 | Sanam Bewafa                          | Salman Khan                    | |
| 1991 | Patthar Ke Phool                      | Inspector Suraj                | |
| 1991 | Kurbaan                               | Akash Singh                    | |
| 1991 | Love                                  | Prithvi                        | |
| 1991 | Saajan                                | Akash Varma                    | |
| 1992 | Suryavanshi                           | Vicky/Suryavanshi Vikram Singh | |
| 1992 | Ek Ladka Ek Ladki                     | Raja                           | |
| 1992 | Jaagruti                              | Jugnu                          | |
| 1992 | Nishchaiy                             | Rohan Yadav/Vasudev Gujral     | |
| 1993 | Chandra Mukhi                         | Raja Rai                       | |
| 1993 | Dil Tera Aashiq                       | Vijay                          | |
| 1994 | Andaz Apna Apna                       | Prem Bhopali                   | |
| 1994 | Hum Aapke Hain Koun..!                | Prem                           | |
| 1994 | Chaand Kaa Tukdaa                     | Shyam Malhotra                 | |
| 1994 | Sangdil Sanam                         | Kishan                         | |
| 1995 | Karan Arjun                           | Karan Kumar Singh / Ajay       | Nomineret - Filmfare Award for Bedste Mandlige Hovedrolle                                          |
| 1995 | Veergati                              | Ajay                           | |
| 1996 | Majhdhaar                             | Gopal                          | |
| 1996 | Khamoshi: The Musical                 | Raj                            | |
| 1996 | Jeet                                  | Raju                           | Nomineret - Filmfare Award for Bedste Mandlige Birolle                                             |
| 1997 | Judwaa                                | Raja/Prem Malhotra             | |
| 1997 | Auzaar                                | Inspector Suraj Prakash        | |
| 1998 | Pyaar Kiya To Darna Kya               | Suraj Khanna                   | Nomineret - Filmfare Award for Bedste Mandlige Hovedrolle                                          |
| 1998 | Jab Pyaar Kisise Hota Hai             | Suraj Dhanrajgir               | |
| 1998 | Bandhan                               | Raju                           | |
| 1998 | Kuch Kuch Hota Hai                    | Aman Mehra                     | Filmfare Award for Bedste Mandlige Birolle                                                         |
| 1999 | Jaanam Samjha Karo                    | Rahul                          | |
| 1999 | Biwi No.1                             | Prem                           | Nomineret - Filmfare Award for Bedste Mandlige Hovedrolle I En Komedie                             |
| 1999 | Hum Dil De Chuke Sanam                | Sameer Rafillini               | Nomineret - Filmfare Award for Bedste Mandlige Hovedrolle                                          |
| 1999 | Hello Brother                         | Hero                           | |
| 1999 | Hum Saath-Saath Hain: We Stand United | Prem                           | |
| 2000 | Dulhan Hum Le Jayenge                 | Raja Oberoi                    | |
| 2000 | Chal Mere Bhai                        | Prem Oberoi                    | |
| 2000 | Har Dil Jo Pyar Karega                | Raj/Romi                       | |
| 2000 | Kahin Pyaar Na Ho Jaaye               | Prem Kapoor                    | |
| 2001 | Chori Chori Chupke Chupke             | Raj Malhotra                   | |
| 2002 | Tumko Na Bhool Paayenge               | Veer Singh Thakur/Ali          | |
| 2002 | Hum Tumhare Hain Sanam                | Suraj                          | |
| 2002 | Yeh Hai Jalwa                         | Raj 'Raju' Saxena/Raj Mittal   | |
| 2003 | Tere Naam                             | Radhe Mohan                    | Nomineret - Filmfare Award for Bedste Mandlige Hovedrolle                                          |
| 2003 | Baghban (film)                        | Alok Raj Malhotra              | Nomineret - Filmfare Award for Bedste Mandlige Birolle                                             |
| 2004 | Garv: Pride and Honour                | Inspector Arjun Ranavat        | |
| 2004 | Mujhse Shaadi Karogi                  | Sameer Malhotra                | |
| 2004 | Dil Ne Jise Apna Kahaa                | Rishabh                        | |
| 2005 | Lucky: No Time for Love               | Aditya                         | |
| 2005 | Maine Pyaar Kyun Kiya?                | Dr. Samir Malhotra             | |
| 2005 | No Entry                              | Prem                           | Nomineret - Filmfare Award for Bedste Mandlige Hovedrolle I En Komedie                             |
| 2005 | Kyon Ki                               | Anand                          | |
| 2006 | Shaadi Karke Phas Gaya Yaar           | Ayaan                          | |
| 2006 | Jaan-E-Mann                           | Suhaan Kapoor                  | |
| 2006 | Baabul                                | Avinash Kapoor                 | |
| 2007 | Salaam-e-Ishq: A Tribute To Love      | Rahul                          | |
| 2007 | Partner                               | Prem Love Guru                 | |
| 2007 | Marigold: An Adventure in India       | Prem                           | Engelsk Film                                                                                       |
| 2008 | God Tussi Great Ho                    | Arun Prajapati                 | |
| 2008 | Heroes                                | Balkar Singh/Jassvinder Singh  | |
| 2008 | Yuvvraaj                              | Deven Yuvvraaj                 | |
| 2009 | Wanted                                | Radhe/Rajveer Shikhawat        | |
| 2009 | Main Aurr Mrs Khanna                  | Samir Khanna                   | |
| 2009 | London Dreams                         | Manjit 'Mannu' Khosla          | |
| 2010 | Veer                                  | Veer                           | |
| 2010 | Dabangg                               | Inspector Chulbul Pandey       | Nomineret - Filmfare Award for Bedste Mandlige Hovedrolle                                          |
| 2011 | Ready                                 | Prem Kapoor                    | |
| 2011 | Bodyguard                             | Lovely Singh                   | Nomineret - Filmfare Award for Bedste Mandlige Hovedrolle                                          |
| 2012 | Ek Tha Tiger                          | Tiger/Avinash Singh Rathod     | |
| 2012 | Dabangg 2                             | Inspector Chulbul Pandey       | Nomineret - Filmfare Award for Bedste Mandlige Hovedrolle                                          |